# شورية صفراء
شورية صفراء (الاسم العلمي:Shorea flava) هي نوع غير مؤكد من النباتات تتبع جنس الشورية من فصيلة مجنحية الثمر.